# Crosscurrents
Crosscurrents  est un album du pianiste  de jazz Bill Evans enregistré et publié en  1977.

## Historique
Les pistes qui composent cet album ont été enregistrées aux « Fantasy Studios » à Berkeley (Californie) . L’ingénieur du son était Phil Kaffel.
Cet album, produit par Helen Keane, a été initialement publié en 1977  par le label Fantasy Records (F 9568).
Bill Evans est ici « leader » de la session. En 1959, il avait déjà enregistré comme sideman auprès de Lee Konitz en 3 occasions : Lee Konitz Meets Jimmy Giuffre, You and Lee, Live at the Half Note (sur ce dernier Warne Marsh était aussi déjà présent).

## Titres de l’album
| No | Titre                     | Auteur                      | Durée |
| -- | ------------------------- | --------------------------- | ----- |
| 1. | Eiderbown                 | Steve Swallow               | 8 :17 |
| 2. | Ev'ry Time We Say Goodbye | Cole Porter                 | 3 :23 |
| 3. | Pensativa                 | Clare Fisher                | 5:35  |
| 4. | Speak Low                 | Kurt Weill, Ogden Nash      | 6:30  |
| 5. | When I Fall in Love       | Edward Heyman, Victor Young | 4:13  |
| 6. | Night and Day             | Cole Porter                 | 6:05  |

Titres additionnels sur la réédition en cd (OJCDD, 718-2) : 
| No | Titre                               | Auteur        | Durée |
| -- | ----------------------------------- | ------------- | ----- |
| 7. | Eiderbown (prise 9)                 | Steve Swallow | 7:02  |
| 8. | Ev'ry Time We Say Goodbye (prise 7) | Cole Porter   | 3:26  |
| 9. | Night and Day (prise 9)             | Cole Porter   | 7:02  |

## Personnel
- Bill Evans: piano
- Lee Konitz : saxophone alto[2]
- Warne Marsh : saxophone ténor
- Eddie Gomez : contrebasse
- Eliot Zigmund : batterie

## Note
1. ↑  Konitz et Marsh étaient tous les deux élèves du pianiste et théoricien Lennie Tristano
2. ↑  Konitz est systématiquement accordé légèrement trop haut. Marsh est parfois accordé soit légèrement trop haut, soit légèrement trop bas. Il en résulte une sensation auditive parfois assez perturbante.